# Legienstraße
Legienstraße – stacja metra hamburskiego na linii U2 i U4. Stacja została otwarta 24 września 1967. 

## Położenie
Stacja Legienstraße znajduje się zaraz za wylotem z tunelu pomiędzy Vierbergen i Legienstraße. Posiada dwa perony boczne, które są od siebie oddalone w pewnej odległości. Główne wyjście znajduje się na ulicy Vierbergen.